# Bomba (gênero musical)
Bomba é um dos estilos musicais tradicionais de Porto Rico. É a mistura das três culturas diferentes da ilha, a africana, a espanhola e a taína. A base rítmica é feita com dois ou mais tambores.
Enquanto "bomba" pode ser usado como um nome genérico para uma série de ritmos, o seu verdadeiro significado é o encontro e relação criativa entre dançarinos, percussionistas e cantores. Bomba é uma atividade comunitária que ainda prospera nos seus centros tradicionais em Loíza, Santurce, Mayagüez, Ponce e em Nova Iorque.

## Características da Bomba
Bomba é descrita como um desafio/conexão entre o percussionista e o dançarino. O dançarino produz uma série de gestos para os quais o tocador do primo ou subidor providencia uma batida sincronizada. Assim, quem toca o tambor é quem tenta seguir o dançarino, ao contrário da forma mais tradicional onde quem dança segue quem toca o tambor. O dançarino precisa estar em boa forma física e o desafio geralmente continua até um dos dois descontinuar.
Bomba também é composta por três ou mais cantores e um cantor solo, a cantoria tem uma dinâmica parecida com aquela do Son onde o líder canta o refrão e os outros respondem, entre os refrões o líder improvisa um verso. O tema da maioria das canções é as atividades do cotidiano. No caso de uma canção em particular chamada "Palo y Bandera", a letra conta a história de um triângulo amoroso entre uma dançarina, uma cantora e seu marido, o tocador do primo. A esposa descobre que o marido a está traindo com a dançarina e resolve ensiná-la uma lição na roda de dança.
Na Bomba não se diz cantante nem bailarín, o correto é Cantador, Tocador e Bailador. As canções (os seises) de bomba dividem em versos e refrões alternados e os versos são improvisados seguindo a história ou tema da canção, com o público sempre repetindo o refrão após o verso.

## História
A Bomba se desenvolveu em Porto Rico durante o comércio transatlântico de escravos africanos. No começo, se chamava de "bomba" os barris que os espanhóis traziam para que os escravos os enchessem do rum que era feito na ilha. Embora não esteja claro quando exatamente ela surgiu, a primeira documentação a seu respeito data de 1797. Durantes os anos de 1800, houve vários relatos do uso de Bomba como uma ferramenta de rebelião contra os senhores de escravos e como método organizacional para iniciar rebeliões. Este estilo de música particular surgiu em Porto Rico entre os escravos que trabalhavam nos engenhos de açúcar. Estes escravos vinham de diferentes regiões da África e portanto tinham dificuldade de se comunicar uns com os outros, porém encontravam terreno comum na música. Com a migração desses escravos para outras regiões da ilha foi-se criando estilos diferentes de bomba, por exemplo em Ponce se usa tambores maiores do que os de outras regiões e que são tocados horizontalmente. O compositor Rafael Cortijo introduziu a bomba nas salas de concerto, arranjando instrumentos de sopro e padrões rítmicos mais simples, hoje ela pode ser encontrada em qualquer lugar da ilha e em fusão com diferentes estilos como o jazz ou a salsa.
Até os anos 1940 e 1950, a Bomba era fortemente racializada e vista como primitiva e negra. O gênero musical fora marginalizado até músicos como Rafael Cortijo e Ismael Rivera do grupo Cortijo y su Combo o popularizaram levando-o a diferentes partes das Américas e do mundo. Internacionalmente a bomba foi fundida com vários gêneros nacionais e regionais criando uma hibridização. Na ilha de Porto Rico, no entanto, a música não teve o mesmo destino, permanecendo fiel à sua tradição folclórica e confinada geograficamente a partes da ilha onde havia uma maioria de negros em cidades como Loíza, Ponce, Mayagüez e Guayama.

## Instrumentos
Os instrumentos são os tambores chamados de barriles (barris) ou bombas (feitos com barris de rum, um chamado buleador e o outro primo ou subidor) cuá (duas varas de madeira que eram originalmente tocadas no lado do barril) e uma maraca. A dança é parte integral da música: o tambor chamado Primo repete todos os movimentos do dançarino, isso é chamado de "Repique". Embora as origens sejam um pouco escassas, é fácil identificar a elegância e o equilíbrio do flamenco espanhol e a alma e energia das danças africanas.
O tambor agudo é chamado de "subidor" ou "primo", enquanto os tambores graves são chamados de "buleador" e "segundo". Não menos importantes são os "cuás" que são as varas de madeiras batidas na superfície de madeira do tambor e uma grande maraca que marca o tempo.

## Estilos rítmicos
Existem vários estilos de bomba, e a popularidade de cada estilo varia de acordo com a região. São seis principais, o Sicá ("caminhar"), Yubá (ritmo lento de sentimento, tristeza e coragem e se tocava principalmente para os mais velhos, regional de Cataño e Santurce), Cuembé (ritmo sensual de paquera, dançado principalmente em pares, regional de Santurce e Cataño), Seis Corrido (antigamente chamado de Rulé, o ritmo rápido e único de Loíza), Corvé (único de Loíza) e o Holandés (ritmo rápido e regional de Mayagüez e Cataño).